# Pehr Stierncrantz
Pehr Stierncrantz, född 4 november 1681 på gården Gudilov i Ingermanland, död 30 april 1737 i Helsingfors, var en svensk friherre, militär och ämbetsman.

## Biografi
Stierncrantz blev 1695 volontär vid fortifikationen och 1697 vid Horns regemente i Narva samt senare underofficer där. Han blev 1700 fänrik vid Otto Vellingks Ingermanländska regemente och senare löjtnant därstädes. 1705 blev han kapten vid Åbo läns fördubblingsinfanteriregemente, 1708 kapten vid Evert von Straelborns sachsiska bataljon, 1710 major vid Östgöta infanteriregemente men tillträdde aldrig befattningen. Samma år blev han generaladjutant vid Skånska armén och 1712 Östgöta infanteriregemente och senare samma år tillförordnad chef för regementet och förde befäl över det under slaget vid Gadebusch. 1717 blev han sekundöverste och förde befäl över Östgöta infanteriregemente under norska fälttåget 1718. Stierncrantz var landshövding i Nylands och Tavastehus län från 1719 till sind död. Den 13 januari 1720 blev han friherre och introducerades samma år. Samma år tog han avsked som regementschef. Stierncrantz' journal från krigshändelserna i Skåne under Magnus Stenbocks befäl 1709–1710 publicerades i Karolinska krigares dagböcker. 
Som landshövding ställdes Stierncrantz inför stora problem orsakade efter det Stora nordiska kriget. Han uppmanade 1722 prostarna i länet att ingripa mot odugliga präster och på alla sätt främja skolundervisningen. Själv pietist författade han ett par vidlyftiga betänkanden i syfte att stödja pietisterna vid 1723 års riksdag. I ett till kyrkodeputationen inlämnat betänkande 1725 och ett cirkulär till Borgå domkapitel samma år kritiserade Stierncrantz skarpt prästerskapets levnadssätt och ämbetsförvaltning samt krävde stränga åtgärder för att upphjälpa det kyrkliga församlingsarbetet. Stierncrantz invecklades 1726 i en process med västra kommissionen, det räftsorgan för Åbo och Björneborgs län, Tavastehus län och Åland, som hade att granska tjänstemännens och prästernas förhållande under kriget. Stierncrantz anklagades för tjänsteförseelse, bland annat som han vägrat att biträda kommissionen i dess arbete, som han ansåg fördes efter oriktiga riktlinjer. Han frikändes dock 1729. Även med östra kommissionen hade han konflikter. En del av Stierncrantz' efterlämnade dokument förvaras i Helsingfors universitetsbibliotek. 

### Familj
Pehr Stierncrantz var son till Per Arvidsson Stierncrantz och Eva Furumarck. Han gifte sig 27 augusti 1701 med Sophia Juliana Taube (1678–1734). Hon var dotter till ryttmästaren Claës Johan Taube och Helena Zöge von Manteuffel. De fick tillsammans barnen Eric Johan (född 1702), Anna Sophia (1708–1766) och Anna Catharina.